# Морозовское (Синельниковский район)
Морозовское (укр. Морозівське) — село,
Раевский сельский совет,
Синельниковский район,
Днепропетровская область,
Украина.
Код КОАТУУ — 1224887105. Население по переписи 2001 года составляло 62 человека.

## Географическое положение
Село Морозовское находится на расстоянии в 1,5 км от сёл Раевка и Богуславка.
По селу протекает пересыхающий ручей с запрудой.
Рядом проходят автомобильная дорога Т-0401 и
железная дорога, станция Хорошево в 3-х км.